# Gare de Goi
La gare de Goi (五井駅, Goi-eki) est une gare ferroviaire de la ville d'Ichihara, dans la préfecture de Chiba au Japon. Elle est exploitée par les compagnies JR East et Kominato Railway.

## Situation ferroviaire
La gare de Goi est située au point kilométrique (PK) 9,3 de la ligne Uchibō. Elle marque le début de la ligne Kominato.

## Histoire
La gare a été inaugurée le 28 mars 1912.

## Service des voyageurs

### Accueil
La gare dispose d'un bâtiment voyageurs, avec guichets, ouvert tous les jours.

### Desserte

#### JR East
- Ligne Uchibō :
  - voie 1 : direction Soga, Chiba et Tokyo
  - voie 2 : direction Kisarazu, Tateyama et Awa-Kamogawa

#### Kominato Railway
- Ligne Kominato :
  - voies 3 et 4 : direction Kazusa-Nakano